# Giovanni Mulè Bertòlo

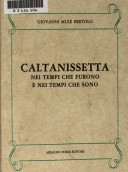
Una delle opera scritte da Giovanni Mulè Bertòlo

Giovanni Mulè Bertòlo (Villalba, 2 luglio 1837 – Caltanissetta, 12 gennaio 1917) è stato uno storico, giornalista e politico italiano.

## Biografia
Figlio di Michele Mulè e Angela Bertòlo aveva sei sorelle e quattro fratelli. I nonni furono tra i primi abitanti del comune natio di Villalba. Rimase orfano di padre a nove anni. Si sposò, civilmente nel 1898 a 61 anni, con la sua cameriera di vent'anni più giovane.
Studiò prima filosofia ed estetica a Palermo e poi giurisprudenza a Catania, dove conseguì l'abilitazione notarile nel 1862 a 25 anni; quindi si trasferì a Caltanissetta dove lavorò prima come funzionario e poi, dal 1887, come segretario generale nell'amministrazione provinciale nissena, carica che mantenne ininterrottamente per i successivi diciotto anni, fino a tutto 1905.
Fu presente in modo attivo in varie organizzazioni civili che si svilupparono nella città, tra queste la CRI.
È stato cittadino onorario di Caltanissetta, esperto di storia della città in epoca prefascista. Diede un importante impulso alla crescita della Biblioteca Scarabelli di Caltanissetta, alla quale donò 4.400 opere tra opuscoli, giornali e manoscritti che si riferivano alle vicende della provincia nissena, opere che iniziò a raccogliere sin dal 1876.
Negli anni diresse quattordici periodici indipendenti locali, tra cui:
- Giornale senza titolo, 1866
- L'amico del progresso, 1867
- Il Messaggiere, 1868
- "Lo Scarafaggio, 1868
- L'unione, 1874-1876
- La gallina di Faraone, 1875, 1898-1899 e 1907
- La Sentinella Nissena, 1881
- Il Gallo, 1891

Su La Sentinella Nissena pubblicò tutti gli scritti di Camillo Genovese.
Fu autore di parecchie opere edite ed inedite che, secondo Cataldo Naro, «si inscrivono nel filone erudito un po’ retorico e campanilista, tutto intento a celebrare le glorie cittadine».
Svolse diversi incarichi pubblici ed istituzionali: membro della commissione scavi e movimenti (1878), delegato scolastico (1879), segretario del comitato di soccorso per la tragedia di Gessolungo (1881), rettore del convitto provinciale (1882-1889), ispettore per gli scavi e le antichità (1887).
Inoltre, cooperò alla costituzione della "Società cooperativa di consumo" (1868), collaborò all'organizzazione dell'"Esposizione Agraria" tenutasi a Caltanissetta nel 1879, fu presidente onorario della società "Camillo Genovese", fu socio del "Circolo Filologico nisseno" (1873), della Società militari in congedo (1891), della Società Patria "Pro Nissa".
Fino al 1912 abitò in una casa attigua alla chiesa di Sant'Agata al Collegio, dove oggi una targa marmorea lo ricorda; in seguito si trasferì in campagna, poco lontano dalla città, nell'odierna via Messina. Morì a 81 anni nel pomeriggio del 12 gennaio 1917. A lui è dedicata una delle tre grandi sale della Biblioteca Scarabelli di Caltanissetta.

## Opere
- Giovanni Mulè Bertòlo, Caltanissetta e la rivoluzione dell'anno 1860: cronaca, su worldcat.org, Caltanissetta : S. Petrantoni, 1910.
- Giovanni Mulè Bertolo, Caltanissetta e suoi dintorni (rist. anast. Caltanissetta, 1877) (5 nov. 2009)
- Giovanni Mulè Bertòlo, Caltanissetta nei tempi che furono e nei tempi che sono, Forni, 1906.(rist. anast. 1906) [Brossura]
- Giovanni Mulè Bertolo, Caltanissetta nei tempi che furono e nei tempi che sono: 1 (1º gen. 1900)
- Giovanni Mulè Bertolo, Caltanissetta nei tempi che furono e nei tempi che sono: 2 di A. Vitellaro (1º nov. 2004)
- Giovanni Mulè Bertòlo, La rivoluzione del 1848 e la provincia di Caltanissetta, su books.google.it.
- Giovanni Mulè Bertòlo, Memorie del Comune di Villalba, su comune.villalba.cl.it, Ed. Ospizio Provinciale di Beneficenza Umberto I, 27 marzo 1900 (archiviato dall'url originale il 21 maggio 2013).
- Giovanni Mulè Bertòlo, “Visita ai monumenti di Caltanissetta (PDF), su tesionline.it, 1877.